# Heinrich Schallbroch
Heinrich Emil Karl Schallbroch (* 4. Juli 1897 in Huckingen; † 2. September 1978 in München) war ein deutscher Maschinenbauingenieur und Professor für Werkzeugmaschinen.

## Leben
Er war der Sohn des Kaufmanns Heinrich Schallbroch und dessen Ehefrau Hedwig, geborene Mittmann. Von 1903 bis 1907 besuchte er die Volksschule Huckingen und anschließend bis 1915 das Städtische Realgymnasium in Duisburg, wo er 1915 sein Abitur ablegte. 
Im gleichen Jahr meldete er sich während des Ersten Weltkriegs als Freiwilliger zur Bayerischen Armee. Ab August 1915 war bei der II. Ersatz-Abteilung des 12. Feldartillerie-Regiments. Dort wurde er zum Gefreiten, später zum Unteroffizier befördert. 1917 nahm er an Kämpfen an der Ostfront u. a. im heutigen Belarus teil. Für seinen Einsatz erhielt Schallbroch am 20. Juli 1917 das Militärverdienstkreuz III. Klasse mit Krone und Schwertern; zwei Monate später (13. September 1917) das Preußische Eiserne Kreuz II. Klasse. 1918 machte Schallbroch noch Kämpfe an der Westfront in Lothringen mit. Dort wurde er 1918 verletzt und durchlief verschiedene Lazarette. Am 15. Dezember 1918 wurde er als Leutnant der Reserve aus dem Vereinslazarett Huckingen entlassen.
Mit Beginn des Jahres 1919 absolvierte er ein sechsmonatiges Praktikum bei den Mannesmannröhren-Werken in Huckingen. Im Sommer 1919 ging er für drei Monate zu MAN nach Nürnberg. Ab dem Wintersemester 1919/20 studierte er Maschinenbau an der RWTH Aachen, wo er im Mai 1923 seine Diplomprüfung ablegte. Im selben Jahr wurde er Mitarbeiter der Schiess AG in Düsseldorf, für die er zwei Jahre tätig war.
Ab Juli 1925 war er Mitarbeiter des Lehrstuhls von Adolf Wallichs an der RWTH Aachen. Die ersten Monate als Assistent, ab November 1925 bis 1934 als Oberingenieur am Lehrstuhl und Laboratorium für Werkzeugmaschinen und Betriebslehre. 1930 promovierte er zum Dr.-Ing. mit dem Thema „Untersuchungen über das Senken und Reiben von Eisen-, Kupfer- und Aluminium Legierungen“. Knapp drei Jahre später reichte er seine Habilitationsschrift über „Die Zerspanbarkeit der Metalle unter besonderer Berücksichtigung der Werkstoffe des Maschinenbaus“ ein. Zum 1. Mai 1933 trat er der NSDAP bei und schloss sich auch der SA an. Seinen Habilitationsvortrag über Bohrbarkeit von Gusseisen und Stahl hielt Schallbroch am 1. Juli 1933. Kurz darauf wurde er zum Privatdozenten für Werkstättenbetrieb und Fertigungsverfahren ernannt. Im April 1934 erhielt er einen Ruf an die Technische Hochschule München auf den Lehrstuhl für mechanische Technologie. Dort übernahm er nach dem Tod von Christian Prinz 1934 die Rolle als Ordinarius des Instituts für Werkzeugmaschinen und Betriebswissenschaften (iwb). Das Institut leitete er bis 1945. 
Nach dem Krieg wurden fast alle Lehrstuhlmitarbeiter von der eingesetzten Militärregierung entlassen. Diese erklärte dem Lehrstuhl, er sei „permitted to produce and test but not to do research“. Schallbroch orientierte sich dann nach Berlin. An der Technischen Universität Berlin übernahm er 1953 von Karl P. Matthes die Leitung des Lehrstuhls für Werkzeugmaschinen und Fertigungstechnik und damit auch des Instituts für Werkzeugmaschinen und Fabrikbetrieb (IWF). Er leitete das Institut bis 1965. Sein Nachfolger war Günter Spur. Er war Mitglied (Mitgliedsnummer 26102) des Vereins Deutscher Ingenieure (VDI).
Schallbroch war dreimal verheiratet. Kurz nach Abschluss seines Studiums heiratete er am 12. Juni 1923 Elisabeth (Else) Stühlen (* 1900). Aus dieser Ehe stammen seine zwei Kinder: Martha, geboren am 27. August 1924, und Werner, geboren am 1. November 1930. 1949 heiratete er Maria Schwertfirm, 1963 Gertraud Engl.

## Schriften
- Untersuchungen über das Senken und Reiben von Eisen-, Kupfer- und Aluminium-Legierungen, Aachen 1930. (Dissertation)
- Die Zerspanbarkeit der Metalle unter besonderer Berücksichtigung der Werkstoffe des Maschinenbaus, Aachen 1933. (Habilitation)
- Werkzeugverschleiss insbesondere an Drehmeisseln, in: Berichte über betriebswissenschaftliche Arbeiten, Bd. 11, Berlin 1938.
- Heinrich Schallbroch, Wolfgang Bieling: Prüfung und Bewertung der Zerspanbarkeit bei Zinklegierungen, Halle 1942.
- Heinrich Schallbroch, Peter Ritter Von Doderer: Zerspanbarkeitsuntersuchungen an geschichteten Kunstharz-Pressstoffen, in: Berichte über betriebswissenschaftliche Arbeiten, Bd. 15, Berlin 1943.
- Heinrich Schallbroch, Heinrich Balzer: Schnittkraft- und Drehmomentmesser fuer Werkzeugmaschinen, in: Werkstattbücher, 91, Berlin 1943.
- Bohrarbeit und Bohrmaschine: Betriebshandbuch, München 1951.
- Das Waagerecht-Bohr- und Fräswerk und seine Anwendung, Berlin 1959.
- Hoyer, Egbert Ritter von. In: Neue Deutsche Biographie (NDB). Band 9, Duncker & Humblot, Berlin 1972, ISBN 3-428-00190-7, S. 667 (Digitalisat).